# ماتس ثيلين
ماتس ثيلين (بالسويدية: Mats Thelin)‏ هو لاعب هوكي الجليد سويدي، ولد في 30 مارس 1961 في ستوكهولم في السويد.

## وصلات خارجية
- ماتس ثيلين على موقع دوري الهوكي الوطني (الإنجليزية)
- ماتس ثيلين على موقع EliteProspects.com (الإنجليزية)
- ماتس ثيلين على موقع Eurohockey.com (الإنجليزية)
- ماتس ثيلين على موقع HockeyDB.com (الإنجليزية)
- ماتس ثيلين على موقع Hockey-Reference.com (الإنجليزية)
- ماتس ثيلين على موقع أوليمبيديا (الإنجليزية)
- ماتس ثيلين على موقع اللجنة الأولمبية السويدية (السويدية)